# Dichocrocis liparalis
Dichocrocis liparalis is een vlinder van de familie van de grasmotten (Crambidae), uit de onderfamilie van de Spilomelinae. De wetenschappelijke naam van deze soort is voor het eerst voorgesteld door Reginald James West in een publicatie uit 1931.
De soort komt voor in de Filipijnen (Luzon).